# العالم (أسماء الله الحسنى)
الله  في المعتقد الإسلامي هو العالِم المطلق، عالِم الغيب والشهادة الذي لا يعزب عنه مثقال ذرّة في السموات ولا في الأرض، هو الخالق اللطيف الخبير لا يخفى عليه شئ من أموره خله:
خلقهم بعلمه: ﴿وَاللَّهُ خَلَقَكُمْ مِنْ تُرَابٍ ثُمَّ مِنْ نُطْفَةٍ ثُمَّ جَعَلَكُمْ أَزْوَاجًا وَمَا تَحْمِلُ مِنْ أُنْثَى وَلَا تَضَعُ إِلَّا بِعِلْمِهِ وَمَا يُعَمَّرُ مِنْ مُعَمَّرٍ وَلَا يُنْقَصُ مِنْ عُمُرِهِ إِلَّا فِي كِتَابٍ إِنَّ ذَلِكَ عَلَى اللَّهِ يَسِيرٌ ۝١١﴾ (سورة فاطر، الآية 11).
 يرزقون بعلمه: ﴿اللَّهُ يَبْسُطُ الرِّزْقَ لِمَنْ يَشَاءُ مِنْ عِبَادِهِ وَيَقْدِرُ لَهُ إِنَّ اللَّهَ بِكُلِّ شَيْءٍ عَلِيمٌ ۝٦٢﴾ (سورة العنكبوت، الآية 62).
موتهم بأمره و نومهم بعلمه: ﴿وَهُوَ الَّذِي يَتَوَفَّاكُمْ بِاللَّيْلِ وَيَعْلَمُ مَا جَرَحْتُمْ بِالنَّهَارِ ثُمَّ يَبْعَثُكُمْ فِيهِ لِيُقْضَى أَجَلٌ مُسَمًّى ثُمَّ إِلَيْهِ مَرْجِعُكُمْ ثُمَّ يُنَبِّئُكُمْ بِمَا كُنْتُمْ تَعْمَلُونَ ۝٦٠﴾ (سورة الأنعام، الآية 60).
أحصى بعلمه كلّ أعمالهم: ﴿إِنَّا نَحْنُ نُحْيِي الْمَوْتَى وَنَكْتُبُ مَا قَدَّمُوا وَآثَارَهُمْ وَكُلَّ شَيْءٍ أَحْصَيْنَاهُ فِي إِمَامٍ مُبِينٍ ۝١٢﴾ (سورة يس، الآية 12)
الله  هو العالِم الحكيم الخبير هو مسبّب الأسباب ومدبّر الأمور، هو الأعلم والأحكم بكل شئ:
الأعلم بخلقه: ﴿اللَّهُ خَالِقُ كُلِّ شَيْءٍ وَهُوَ عَلَى كُلِّ شَيْءٍ وَكِيلٌ ۝٦٢﴾ (سورة الزمر، الآية 62).
 خير الحاكمين و أحسن المشرعّين: ﴿فَمَا يُكَذِّبُكَ بَعْدُ بِالدِّينِ ۝٧ أَلَيْسَ اللَّهُ بِأَحْكَمِ الْحَاكِمِينَ ۝٨﴾ (سورة التين، الآية 7-8)

 عالِم الغيب: ﴿إِنَّ اللَّهَ عِنْدَهُ عِلْمُ السَّاعَةِ وَيُنَزِّلُ الْغَيْثَ وَيَعْلَمُ مَا فِي الْأَرْحَامِ وَمَا تَدْرِي نَفْسٌ مَاذَا تَكْسِبُ غَدًا وَمَا تَدْرِي نَفْسٌ بِأَيِّ أَرْضٍ تَمُوتُ إِنَّ اللَّهَ عَلِيمٌ خَبِيرٌ ۝٣٤﴾ (سورة لقمان، الآية 34).
 العِالم بالأسرار: ﴿وَهُوَ اللَّهُ فِي السَّمَاوَاتِ وَفِي الْأَرْضِ يَعْلَمُ سِرَّكُمْ وَجَهْرَكُمْ وَيَعْلَمُ مَا تَكْسِبُونَ ۝٣﴾ (سورة الانعام، الآية 3)